# Kol Torá
Kol Torá é um grande Yeshivá (faculdade rabínica) em Jerusalém. la Yeshivá foi fundada em 1939, pouco após a "noite de cristal", pelo Rabino Yechiel Shlezinger (rabino e juiz da comunidade de Frankfurt) e pelo rabino Baruch Kunstat, rabino e juiz da comunidade de Fulda.

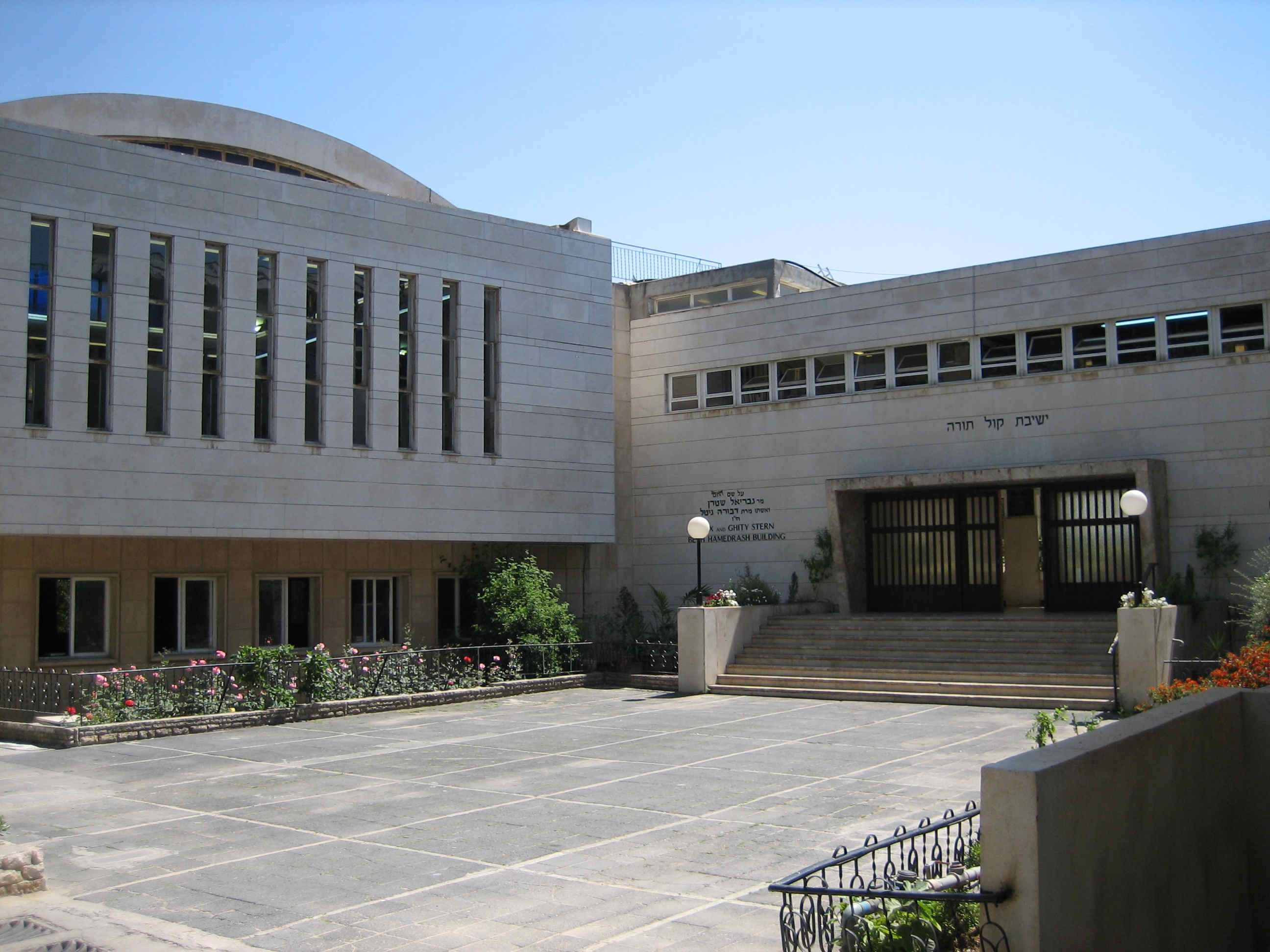
Entrara para a Kol Torah

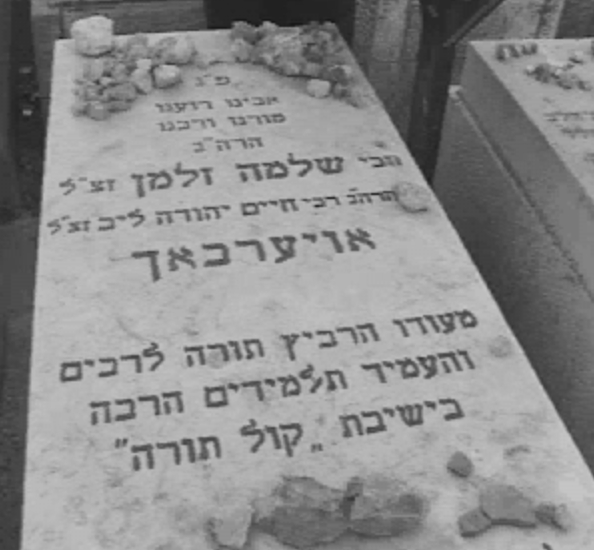
Lápide do rabino Oyerbach que diz apenas "ensinou muitos estudantes na Kol Torá"

A Yeshivat Kol Torah foi fundada com 12 alunos no bairro de Rechavia, sendo sediada na casa dos fundadores; a comida era concedida pelos moradores do bairro (em suas casas) em condições hoje inexistentes.

## História
Depois de uma geração e com o falecimento de seu pai, o rabino Elchanan Moshe Kunstat se responsabilizou pelo crescimento espiritual e material da Yeshivá, e além disso ajudou a colocar a Yeshivat Kol Torá entre as melhores yeshivot do mundo.
Hoje estudam na Yeshivá 920 alunos, 550 na Yeshivá guedolá (a partir dos 17 anos) e 250 na Yeshivá ketaná (14-16 anos). Além do kolêl para casados e do grupo para estrangeiros.

## Hoje
Os rabinos da Yeshivá se dedicam a cada aluno de forma individual e é colocada muita ênfase na ética e bons modos. Nos anos que os alunos passam na Yeshivá eles recebem uma forte base no estudo e comportamento para toda a vida.